# Sedus Stoll
Die Sedus Stoll AG mit Sitz in Dogern (Landkreis Waldshut), Baden-Württemberg, ist ein Komplettanbieter für Büroeinrichtungen und Arbeitsplatzkonzepte.
Das Unternehmen produziert in Dogern und in Geseke. Mit neun Tochterunternehmen in Frankreich (Paris), Italien (Cadorago), Spanien (Madrid), Österreich (Wien), Großbritannien (London), den Niederlanden (Zoetermeer), Belgien (Erembodegem-Aalst), der Schweiz (Rickenbach SO) und Dubai gehört Sedus zu den großen Büromöbelherstellern in Europa. Der Vertrieb in über 70 Länder wird durch Partnerunternehmen realisiert.

## Unternehmensgeschichte
1871 gründete Albert Stoll I. gemeinsam mit Max Klock in Waldshut die Stuhlfabrik Stoll & Klock. Nach dem Ausscheiden von Max Klock 1879 nannte sich das Unternehmen Albert Stoll. Nach dem Tod von Albert Stoll I. wurde der Betrieb zunächst von seiner Ehefrau Bertha Stoll und anschließend von seinem Sohn Albert Stoll II. weitergeführt.
1926 entwarf Albert Stoll II. den weltweit patentierten Federdreh, den ersten Drehstuhl mit einer drehbaren Säulenfederung. Als Albert Stoll II 1937 stirbt, führten drei seiner Söhne die Stuhlfabriken weiter: Albert Stoll III. leitete den Koblenzer Betrieb, Christof Stoll und Martin Stoll leiteten gemeinsam die Waldshuter Firma.
1958 teilten Christof und Martin Stoll das Familienunternehmen Albert Stoll OHG in zwei Firmen auf: die Christof Stoll KG in Waldshut (mit der Markenbezeichnung SEDUS) und die Martin Stoll, Federdreh-Stuhlfabrik in Tiengen. In Folge des Unternehmenswachstums wurde die Produktion der Christof Stoll KG ab 1969 schrittweise an den Standort Dogern verlegt.
In den 1970er-Jahren entwickelte das Unternehmen zahlreiche Innovationen wie den Anatomic-Sitz, die Permanent-Contact-Rückenlehne und das dynamische Sitzprinzip Similarmechanik. Bis 1987 wurden insgesamt acht Vertriebsgesellschaften in Europa gegründet.
Im Jahr 1985 gründeten Christof Stoll und Ehefrau Emma die gemeinnützige Stoll VITA Stiftung und übertrugen ihr Vermögen, das auch die Mehrheitsbeteiligung an der seit 1995 als Sedus Stoll AG firmierenden Familiengesellschaft umfasste, auf diese Stiftung.
Im Jahr 1999 übernahm die Sedus Stoll AG die Mehrheitsbeteiligung am Büromöbelhersteller Klöber GmbH in Überlingen. 2002 folgte der Zusammenschluss mit der Gesika Büromöbelwerke GmbH, wodurch die Karl Bröcker Stiftung mit Sitz in Lippstadt zum zweiten Hauptaktionär von Sedus wurde. 2008 wurde die Gesika Büromöbelwerke GmbH in die Sedus Systems GmbH, Geseke umgewandelt.
2018 wurde der Firmensitz der Sedus Stoll AG nach Dogern verlegt. Nach rund jeweils zwei Jahren Planungs- und Bauzeit nahm Sedus 2023 die neue Fertigungsanlage „Futura 2“ am Standort Geseke in Betrieb.

## Architektur

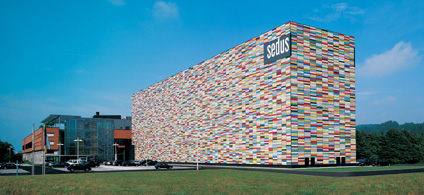
Hochregallager in Dogern

Im Jahr 2002 wurde das Hochregallager am Standort Dogern erweitert und von Sauerbruch Hutton neu gestaltet. Das kubische Gebäude erhielt eine charakteristische Fassade. 2010 wurde das neue Entwicklungs- und Innovationszentrum in Dogern fertiggestellt, das von den Berliner Ludloff Ludloff Architekten geplant und realisiert wurde. Mit dem Umzug nach Dogern 2018 entstand außerdem das neue Firmenzentrum „Sedus Smart Office“.

## Nachhaltigkeit
1993 wurde Christof Stoll vom WWF und der Zeitschrift Capital zum „Ökomanager des Jahres“ gewählt. Europaweit als erstes Unternehmen in der Branche hat Sedus im Jahr 1995 ein Umweltmanagement- und Umweltbetriebsprüfungssystem nach den Anforderungen des Eco Management and Audit Scheme der Europäischen Union (EMAS) eingeführt.
Sedus kann in allen Bereichen des Managementsystems Zertifikate nachweisen. Dazu zählen das Energiemanagement nach ISO 50001, das Umweltmanagement nach ISO 14001, das Qualitätsmanagement nach ISO 9001 und das Arbeitsschutzmanagement nach ISO 45001.
2023 hat Sedus die SA8000-Zertifizierung für soziale Verantwortung am Arbeitsplatz erhalten. Diese dient als Nachweis zur Wahrung der Menschenrechte im Unternehmen und gewährleistet, dass das sozial verantwortliche Managementsystem bei Sedus und entlang der Lieferkette ordnungsgemäß umgesetzt, überwacht und angewendet wird.

## Auszeichnungen (Auswahl)
- 2014: German Design Award, Rat für Formgebung, „winner“
- 2014: Interior Innovation Award, Rat für Formgebung, „winner“
- 2014: The Best of Neocon, „Gold“
- 2012: Umweltpreis des Landes Baden-Württemberg, Kategorie „Industrie“
- 2010: Architects Partner Award, Silber
- 2003: Deutscher Preis für Wirtschaftskommunikation, „Auszeichnung für herausragende Wirtschaftskommunikation“
- 2002: Innovationspreis Architektur und Office
- 2002: Auszeichnung guter Bauten vom Bund Deutscher Architekten, Erweiterung Büro- und Kantinengebäude, Dogern
- 2001: Deutscher Preis für Wirtschaftskommunikation, „Gesamtsieger“
- 2001: GOOD DESIGN Award
- 2000: Der innovative Mittelstand Deutschland, „Member of TOP 100“
- 1999: Canada Design Award
- 1998: International Best Factory Award, „Gesamtsieger“
- 2017: Innovator des Jahres (Die deutsche Wirtschaft)
- Designpreis der Bundesrepublik Deutschland (2007, 2004, 2002)
- iF Design Award (2025, 2023, 2021, 2020, 2019, 2018, 2017, 2015, 2012, 2009, 2008, 2007, 2006, 2004, 2003, 2002, 2001, 1999, 1998)
- Red Dot Design Award (2023, 2021, 2019, 2018, 2017, 2014, 2013, 2012, 2010, 2009, 2008, 2007, 2004, 2003, 2002, 2001, 2000, 1999)
- Internationaler Designpreis Baden-Württemberg in Silber (1998, 2003, 2002)